# Snuitkevers (familie)
De snuitkevers (Curculionidae) zijn een familie van kevers uit de superfamilie Curculionoidea. Wereldwijd zijn ruim 6.800 geslachten en 83.000 soorten beschreven.

## Taxonomie

### Onderfamilies
- Bagoinae
- Baridinae
- Ceutorhynchinae
- Conoderinae
- Cossoninae
- Cryptorhynchinae
- Curculioninae
- Cyclominae
- Entiminae
- Hyperinae
- Lixinae
- Mesoptiliinae
- Molytinae
- Orobitidinae
- Platypodinae (Kernhoutkevers)
- Scolytinae (Schorskevers)
- Xiphaspidinae

### Enkele geslachten
- Acalles Schönherr, 1825
- Acallodes LeConte, 1876
- Acalyptus Schönherr, 1833
- Acamptus LeConte, 1876
- Acanthoscelidius Hustache, 1930
- Acentrinops Casey, 1920
- Achrastenus Horn, 1876
- Acmaegenius LeConte, 1876
- Acoptus LeConte, 1876
- Adaleres Casey, 1895
- Agasphaerops Horn, 1876
- Agraphus Say, 1831
- Agronus Horn, 1876
- Alcidodes Marshall, 1939
- Amalus Schönherr, 1825
- Amercedes Casey, 1894
- Amotus Casey, 1888
- Ampeloglypter LeConte, 1876
- Anaballus Blanchard, 1849
- Anacentrinus Buchanan, 1932
- Anametis Horn, 1876
- Anchitelus Van Dyke, 1936
- Anchonus Schönherr, 1825
- Anotheorus Blackburn, 1877
- Anthonomopsis Dietz, 1891
- Anthonomus Germar, 1817
- Aphrastus Say, 1831
- Apleurus Chevrolat, 1873
- Apotrepus Casey, 1892
- Apteromechus Faust, 1896
- Aracanthus Say, 1831
- Aragnomus Horn, 1876
- Archarias Dejean, 1821
- Artipus Sahlberg, 1823
- Athesapeuta Faust, 1894
- Atrichonotus Buchanan, 1939
- Auleutes Dietz, 1896
- Aulobaris LeConte, 1876
- Bagous Germar, 1817
- Barilepis Casey, 1920
- Barilepton LeConte, 1876
- Barinus Casey, 1887
- Baris Germar, 1817
- Barynotus Germar, 1817
- Barypeithes Jacquelin du Val, 1854
- Brachyogmus Linell, 1897
- Brachysomus Schönherr, 1823
- Brachystylus Schönherr, 1845
- Bradyrhynchoides Pierce, 1913
- Buchananius Kissinger, 1957
- Caecossonus Gilbert, 1955
- Calandrinus LeConte, 1876
- Calles Kissinger, 1964
- Callirhopalus Hochhuth, 1851
- Calomycterus Roelofs, 1873
- Calyptillus Horn, 1876
- Campylirhynchus Dejean, 1821
- Canistes Casey, 1892
- Carphonotus Casey, 1892
- Catapastus Casey, 1892
- Caulophilus Wollaston, 1854
- Centrinaspis Casey, 1920
- Centrinites Casey, 1892
- Centrinogyna Casey, 1892
- Centrinopus Casey, 1892
- Centrinus Schönherr, 1825
- Cercopedius Sleeper, 1955
- Cercopeus Schönherr, 1842
- Ceutorhynchus Germar, 1824
- Chaenosternum Blackburn, 1885
- Chaetechidius Sleeper, 1955
- Chalcodermus Dejean, 1835
- Chaleponotus Casey, 1892
- Chelonychus Dietz, 1891
- Cholinobaris Casey, 1920
- Cimbocera Horn, 1876
- Cionomimus Marshall, 1939
- Cionopsis Champion, 1903
- Cionus Clairville, 1798
- Cleonidius Casey, 1891
- Cleonis Dejean, 1821
- Cnemogonus LeConte, 1876
- Coccotorus LeConte, 1876
- Colecerus Schönherr, 1840
- Compsus Schönherr, 1823
- Conotrachelus Dejean, 1835
- Cophes Champion, 1905
- Copturus Schönherr, 1825
- Cosmobaris Casey, 1920
- Cossonus Clairville, 1798
- Craponius LeConte, 1876
- Crocidema Van Dyke, 1934
- Cryphalus Erichson, 1836
- Cryptolepidus Van Dyke, 1936
- Cryptorhynchus Illiger, 1807
- Curculio Linnaeus, 1758
- Cylindridia Casey, 1920
- Cylindrocopturinus Sleeper, 1963
- Cylindrocopturus Heller, 1895
- Cyrtepistomus Marshall, 1913
- Deinocossonus Perkins, 1900
- Derelomus Schönherr, 1825
- Desmoglyptus Casey, 1892
- Diamimus Horn, 1876
- Diaprepes Schönherr, 1823
- Dichoxenus Horn, 1876
- Dietzella Champion, 1907
- Dietzianus Sleeper, 1953
- Diorymeropsis Champion, 1908
- Dirabius Casey, 1920
- Dirotognathus Horn, 1876
- Dolichotelus Blackburn, 1885
- Dorytomus Germar, 1817
- Dryotribodes Zimmerman, 1942
- Dryotribus Horn, 1873
- Dynatopechus Marshall, 1931
- Dysticheus Horn, 1876
- Eisonyx LeConte, 1880
- Elassoptes Horn, 1873
- Ellescus Dejean, 1821
- Elytroteinus Marshall, 1920
- Emphyastes Mannerheim, 1852
- Epacalles Kissinger, 1964
- Ephelops Dietz, 1891
- Epicaerus Schönherr, 1834
- Epimechus Dietz, 1891
- Episcirrus Kuschel, 1958
- Ericydeus Pascoe, 1880
- Eubrychius C. G. Thomson, 1859
- Eubulus Kirsch, 1870
- Eucilinus Buchanan, 1926
- Eucoptus Wollaston, 1873
- Eucyllus Horn, 1876
- Eudiagogus Schönherr, 1840
- Eudociminus Leng, 1918
- Euhrychiopsis Dietz, 1896
- Eulechriops Faust, 1896
- Eurhoptus LeConte, 1876
- Euscepes Schönherr, 1844
- Evotus LeConte, 1874
- Faustinus Berg, 1898
- Gastrotaphrus Buchanan, 1936
- Geoderces Horn, 1876
- Geodercodes Casey, 1888
- Geraeus Pascoe, 1889
- Gerstaeckeria Champion, 1905
- Glaphyrometopus Pierce, 1913
- Glyptobaris Casey, 1892
- Gononotus LeConte, 1876
- Graphognathus Buchanan, 1939
- Graphorhinus Say, 1831
- Gymnetron Schönherr, 1825
- Hadromeropsis Pierce, 1913
- Haplostethops Casey, 1920
- Heilipus Germar, 1824
- Hesperobaris Casey, 1892
- Heteramphus Sharp, 1885
- Hexarthrum Wollaston, 1860
- Hilipinus Champion, 1902
- Himatium Wollaston, 1873
- Hohonus Kissinger, 1964
- Homorosoma Frivaldzksy, 1894
- Hormops LeConte, 1876
- Hormorus Horn, 1876
- Huaca Clark, 1993
- Hylobius Germar, 1817
- Hypera Germar, 1817
- Hypocoeliodes Faust, 1896
- Hypoleschus Fall, 1907
- Hypurus Rey, 1882
- Idiostethus Casey, 1892
- Isodacrys Sharp, 1911
- Laemosaccus Schönherr, 1823
- Larinus Dejean, 1821
- Lechriops Schönherr, 1825
- Lembodes Schönherr, 1844
- Lepesoma Motschulsky, 1845
- Lepidophorus W. Kirby, 1837
- Leptopinara O'Brien, 1981
- Lepyrus Germar, 1817
- Lignyodes Dejean, 1835
- Liometophilus Fall, 1912
- Liophloeus Germar, 1817
- Listroderes Schönherr, 1826
- Listronotus Jekel, 1865
- Lixellus LeConte, 1876
- Lixus Fabricius, 1801
- Lupinocolus Van Dyke, 1936
- Lymantes Schönherr, 1838
- Macrancylus LeConte, 1876
- Macrorhoptus LeConte, 1876
- Madarellus Casey, 1892
- Maemactes Schönherr, 1837
- Magdalinops Dietz, 1891
- Magdalis Germar, 1817
- Mecinus Germar, 1821
- Melanolemma Van Dyke, 1935
- Menoetius Dejean, 1821
- Mesagroicus Schönherr, 1840
- Mesites Schönherr, 1838
- Metopotoma Casey, 1892
- Miarus Schönherr, 1826
- Micralcinus LeConte, 1876
- Microbaris Casey, 1892
- Microcholus LeConte, 1876
- Microhyus LeConte, 1876
- Microlarinus Hochhuth, 1847
- Micromastus LeConte, 1876
- Micromimus Wollaston, 1873
- Micromyrmex Sleeper, 1953
- Miloderes Casey, 1888
- Miloderoides Van Dyke, 1936
- Minyomerus Horn, 1876
- Mitostylus Horn, 1876
- Mitrastethus Redtenbacher, 1868
- Mononychus Germar, 1824
- Myllocerus Schönherr, 1823
- Myrmex Sturm, 1826
- Nanops Dietz, 1891
- Nanus Schönherr, 1844
- Narberdia Burke, 1976
- Naupactus Dejean, 1821
- Nedyus Schönherr, 1825
- Neoerethistes O'Brien & Wibmer, 1982
- Neomastix Dietz, 1891
- Neophycocoetes O'Brien & Wibmer, 1982
- Neophytobius Wagner, 1936
- Neoptochus Horn, 1876
- Neoulosomus O'Brien & Wibmer, 1982
- Nesotocus Perkins, 1900
- Nicentrus Casey, 1892
- Nothoperissops Heller, 1916
- Notolomus LeConte, 1876
- Nyssonotus Casey, 1892
- Ochyromera Pascoe, 1874
- Odontocorynus Schönherr, 1844
- Odontopus Say, 1831
- Oligolochus Casey, 1892
- Omias Germar, 1817
- Omileus Horn, 1876
- Onychobaris LeConte, 1876
- Oodemas Boheman, 1859
- Oomorphidius Casey, 1892
- Oopterinus Casey, 1892
- Ophryastes Germar, 1829
- Orchidophilus Buchanan, 1935
- Orimodema Horn, 1876
- Orothreptes Perkins, 1900
- Orthoptochus Casey, 1888
- Orthorhinus Schönherr, 1825
- Orthoris LeConte, 1876
- Otiorhynchus Germar, 1822
- Oxydema Wollaston, 1873
- Pachnaeus Schönherr, 1826
- Pachybaris LeConte, 1876
- Pachygeraeus Casey, 1920
- Pachylobius LeConte, 1876
- Pachyrhinus Schönherr, 1823
- Pachytychius Jekel, 1861
- Pactorrhinus Ancey, 1881
- Pandeleteinus Champion, 1911
- Pandeleteius Schönherr, 1834
- Panscopus Schönherr, 1842
- Pantomorus Schönherr, 1840
- Paracamptus Casey, 1895
- Paracimbocera Van Dyke, 1938
- Paragraphus Blatchley, 1916
- Paranametis Burke, 1960
- Paraptochus Seidlitz, 1868
- Parenthis Dietz, 1896
- Pelenosomus Dietz, 1896
- Peltophorus Schönherr, 1845
- Pentarthrinus Casey, 1892
- Pentarthrum Wollaston, 1854
- Peracalles Kissinger, 1964
- Perigaster Dietz, 1896
- Peritaxia Horn, 1876
- Peritelinus Casey, 1888
- Peritelodes Casey, 1888
- Peritelopsis Horn, 1876
- Pheloconus Roelofs, 1875
- Philopedon Schönherr, 1826
- Phloeophagosoma Wollaston, 1873
- Phloeophagus Schönherr, 1838
- Pholidoforus Wollaston, 1873
- Phrydiuchus Gozis, 1885
- Phyllobius Germar, 1824
- Phyllotrox Schönherr, 1843
- Phyrdenus LeConte, 1876
- Phytobius Schönherr, 1833
- Phyxelis Schönherr, 1842
- Piazorhinus Schönherr, 1835
- Piscatopus Sleeper, 1960
- Pissodes Germar, 1817
- Plesiobaris Casey, 1892
- Plinthodes LeConte, 1876
- Plocamus LeConte, 1876
- Plocetes LeConte, 1876
- Pnigodes LeConte, 1876
- Polydacrys Schönherr, 1834
- Polydrusus Germar, 1817
- Poophagus Schönherr, 1837
- Proctorus LeConte, 1876
- Promecotarsus Casey, 1892
- Pselactus Broun, 1886
- Pseudanthonomus Dietz, 1891
- Pseudoacalles Blatchley, 1916
- Pseudobaris LeConte, 1876
- Pseudocentrinus Champion, 1908
- Pseudocercopeus Sleeper, 1955
- Pseudocyphus Schaeffer, 1905
- Pseudomopsis Champion, 1905
- Pseudomus Schönherr, 1837
- Pseudopentarthrum Wollaston, 1873
- Pseudorimus Van Dyke, 1934
- Psomus Casey, 1892
- Pycnobaris Casey, 1892
- Pycnogeraeus Casey, 1920
- Rhamphocolus Casey, 1892
- Rhigopsis LeConte, 1874
- Rhinanisus Broun, 1883
- Rhinocyllus Germar, 1817
- Rhinoncus Schönherr, 1825
- Rhoptobaris LeConte, 1876
- Rhynchus Kissinger, 1964
- Rhyncogonus Sharp, 1885
- Rhyncolus Germar, 1817
- Rhypodillus Cockerell, 1906
- Rhyssomatus Schönherr, 1837
- Rileyonymus Dietz, 1896
- Rutidosoma Stephens, 1831
- Rynchaenus Clairville, 1798
- Sapotes Casey, 1888
- Sciaphilus Schönherr, 1823
- Sciopithes Horn, 1876
- Seenomma Alonso-Zarazaga and Lyal, 1999
- Sibariops Casey, 1920
- Sibinia Germar, 1817
- Sicoderus Vanin, 1986
- Sirocalodes Voss, 1958
- Sitona Germar, 1817
- Smicraulax Pierce, 1908
- Smicronyx Schönherr, 1843
- Stamoderes Casey, 1888
- Stenancylus Casey, 1892
- Stenobaris Linell, 1897
- Stenomimus Wollaston, 1873
- Stenoptochus Casey, 1888
- Stenoscelis Wollaston, 1861
- Stenotrupis Wollaston, 1873
- Stephanocleonus Motschulsky, 1860
- Steremnius Schönherr, 1835
- Stereogaster Van Dyke, 1936
- Sternechus Schönherr, 1826
- Sternochetus Pierce, 1917
- Stethobaris LeConte, 1876
- Sthereus Motschulsky, 1845
- Stictobaris Casey, 1892
- Stomodes Schönherr, 1826
- Strongylotes Schönherr, 1836
- Strophosoma Billberg, 1820
- Sudus Kissinger, 1964
- Syagrius Pascoe, 1875
- Tachygonus Guérin-Ménéville, 1833
- Tanymecus Germar, 1817
- Thecesternus Say, 1831
- Thinoxenus Horn, 1876
- Thricolepis Horn, 1876
- Thylacites Germar, 1817
- Tomolips Wollaston, 1873
- Trachodes Germar, 1824
- Trachyphloeosoma Wollaston, 1869
- Trachyphloeus Germar, 1817
- Tranes Schönherr, 1843
- Trepobaris Casey, 1892
- Trichacorynus Blatchley, 1916
- Trichalophus LeConte, 1876
- Trichobaris LeConte, 1876
- Trichodirabius Casey, 1920
- Trichomagdalis Fall, 1913
- Trichosirocalus Colonnelli, 1979
- Triglyphulus Cockerell, 1906
- Trigonoscuta Motschulsky, 1853
- Trigonoscutoides O'Brien, 1977
- Tropiphorus Schönherr, 1842
- Tychius Germar, 1817
- Tyloderma Say, 1831
- Vitavitus Kissinger, 1974
- Zascelis LeConte, 1876
- Zygobarella Casey, 1920
- Zygobarinus Pierce, 1907
- Zygobaris LeConte, 1876